# Project Zero: Mask of the Lunar Eclipse
Project Zero: Mask of the Lunar Eclipse, noto in America settentrionale come Fatal Frame: Mask of the Lunar Eclipse, è un videogioco di genere avventura dinamica a tema horror, quarto capitolo della serie Project Zero. Sviluppato da Grasshopper Manufacture, è stato inizialmente pubblicato nel 2008 da Nintendo per Wii solo in Giappone con il titolo Zero: Tsukihami no kamen (零〜月蝕の仮面〜? lett. Zero: La maschera dell'eclissi lunare).
Una versione rimasterizzata del gioco è stata distribuita da Koei Tecmo il 9 marzo 2023 per Nintendo Switch, Microsoft Windows, PlayStation 4, Xbox One e Xbox Series X e Series S.

## Trama
Quando era piccola, Ruka Minazuki e altre cinque ragazze furono salvate da un detective a seguito di un rapimento. Anni dopo, 2 delle cinque ragazze furono trovate morte, così Ruka, Misaki e Madoka decisero di abbandonare l'isola di Rogetsu.